# Ogród (utwór)
Ogród – ballada rockowa zespołu IRA pochodząca oraz zamykająca szóstą płytę Ogrody. Kompozycja została zamieszczona na jedenastym ostatnim miejscu na krążku, i jest zarazem najdłuższym utworem znajdującym się na płycie, trwa 5 minut i 14 sekund.
Tekst piosenki opowiada o sennych i spełniających się marzeniach, o magicznym miejscu jakim jest tajemniczy ogród opisywany w tym utworze.
Kompozytorem utworu jest Piotr Łukaszewski, który skomponował muzykę do tekstu wokalisty Artura Gadowskiego.
Początek utworu zaczyna się „balladowo”, po chwili jednak mamy okazję usłyszeć mocny gitarowy riff, po czym brzmienie znów zostaje wyciszone i staje się spokojniejsze. Zwrotki są utrzymane w dość łagodnym brzmieniu, natomiast w refrenach utworu brzmienie staje się nieco mocniejsze. Utwór posiada także bardzo melodyjną solówkę gitarową w wykonaniu Łukaszewskiego.
Ogród był dość często grany podczas trasy koncertowej promującej najnowszy krążek, która odbyła się na przełomie września i października 1995 roku. Od nazwy tego utworu, wymyślono tytuł dla krążka, który nazwano Ogrody.
(Źródło: Miesięcznik „Brum” 1996 rok)
Po reaktywacji grupy pod koniec 2001 roku, utwór nie jest w ogóle grany na koncertach zespołu.

## Twórcy
IRA
- Artur Gadowski – śpiew, chór
- Wojtek Owczarek – perkusja
- Piotr Sujka – gitara basowa, chór
- Kuba Płucisz – gitara rytmiczna
- Piotr Łukaszewski – gitara prowadząca

Produkcja
- Nagrywany oraz miksowany: Studio S-4 w Warszawie 12 czerwca – 30 lipca 1995 roku
- Producent muzyczny: Leszek Kamiński
- Realizator nagrań: Leszek Kamiński
- Kierownik Produkcji: Elżbieta Pobiedzińska
- Mastering: Classicord – Julita Emanuiłow oraz Leszek Kamiński
- Aranżacja: Piotr Łukaszewski
- Tekst utworu: Artur Gadowski
- Projekt graficzny okładki: Katarzyna Mrożewska
- Opracowanie i montaż zdjęć: Piotr Szczerski ze studia Machina
- Zdjęcia wykonała: Beata Wielgosz
- Sponsor zespołu: Mustang Poland